# Patrick (Isola di Man)
Patrick è una parrocchia dell'Isola di Man situata nello sheading di Glenfaba con 1.527 abitanti (censimento 2011).
È ubicato nella parte sudoccidentale dell'isola e il suo territorio è prevalentemente montagnoso.
I centri abitati della parrocchia sono quattro: Dalby, Foxdale, Glen Maye e Patrick.